# Лудвиг I фон Сарверден
Лудвиг I фон Сарверден „Стари“ (на немски: Ludwig I von Saarwerden; † сл. 1200) е граф на Сарверден (1165/1166 – 1200), господар на Ружмон-Аманс.

## Произход и наследство
Той е син на граф Фолмар I фон Сарверден († сл. 1149/1166) и съпругата му Стефани фон Мьомпелгард († сл. 1131), дъщеря на граф Дитрих II фон Мьомпелгард († 1163, Дом Скарпон) и Маргарета фон Клеве, дъщеря на граф Дитрих V фон Клеве († 1193) и графиня Маргарета от Холандия († 1203). Внук е на граф Фридрих I фон Сарверден († сл. 1131) и Гертруд от Лотарингия († сл. 1131). Брат е на Лудвиг II
„Млади“ († 1176).
През 1212/1214 г. синовете му разделят собствеността.
Последният граф на Сааверден е бездетният Йохан III (* 1511; † 1574). След него графството попада към Насау-Саарбрюкен-Вайлбург.

## Фамилия
Лудвиг I се жени за Гертруд фон Дагсбург (Етихониди), дъщеря на граф Хуго X (XII) фон Дагсбург и Мец († сл. 1178) и Лиутгард фон Зулцбах († сл. 1163), вдовица на херцог Годфрид II ван Брабант († 1142), дъщеря на граф Беренгар I фон Зулцбах († 1125) и Аделхайд фон Волфратсхаузен († 1126). Те имат децата:
- Лудвиг III фон Сарверден († сл. 1246), граф на Сарверден (1212 – 1246), женен пр. 1223 г. за Агнес фон Цвайбрюкен-Саарбрюкен († сл. 1261)
- дъщеря, омъжена за Теодорикус фон Индагине († сл. 1197), родители на Теодерих фон Хаген († 1274)
- Хайнрих I фон Сарверден-Киркел († ок. 30 септември 1242), господар на Киркел (1214), женен пр. 1223 г. за Ирментруд фон Боланден († сл. 1256), дъщеря на Филип II фон Боланден († сл. 1187)
- дъщеря, омъжена за Александер фон Щалек († сл. 1242)
- Лудвиг († сл. 1165), умира млад